# Geografia del Brunei

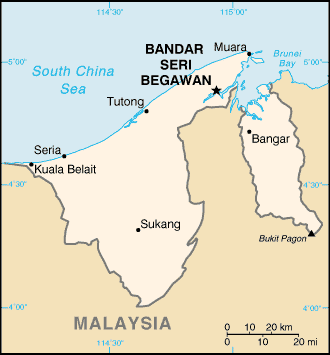
La mappa del Brunei

Il Brunei, che ha una superficie di 5765 km² e una popolazione di 374 577 abitanti, è il più piccolo dei tre stati in cui è suddiviso il Borneo.

## Geomorfologia
Il territorio dello stato del Brunei è compreso tra il Mar Cinese Meridionale a nord e lo stato del Sarawak a sud e a est. Il distretto di Temburong, a est, è un'exclave che è collegata con il resto del sultanato dal Ponte Temburong, inaugurato nel marzo 2020.
La costa si svolge prevalentemente da ovest a est piuttosto uniforme e paludosa; lo stato del Brunei inizia poco a oriente del capo Baram, nei pressi della foce del Sungei Belait che prende origine dalle pendici occidentali del monte Mulu. All'estremità orientale del tratto di costa pertinente allo stato si protende verso est la punta Pelompong, di fronte al quale sorge l'isoletta di Muara con l'omonima città. La punta Pelompong chiude a settentrione l'ampia baia di Brunei in cui sfociano il fiume Limbang, che bagna la città di Bandar Seri Begawan, e il fiume Peradayan. Poco a est corre il confine col territorio del Sarawak che a guisa di breve corridoio si spinge dall'interno verso il mare. Lo stato non ha importanti rilievi montuosi, data anche la modesta area che copre, ma solo una serie di alture che si smorzano verso il mare e che costituiscono le ultime propaggini settentrionali del massiccio del Mulu.
Il Brunei rivendica una zona economica esclusiva di 200 miglia nautiche nel Mar Cinese Meridionale al cui interno sorge lo Scoglio Louisa, un piccolo atollo corallino disabitato parte del più ampio arcipelago delle Isole Spratly.

## Clima e idrografia
I fiumi del Brunei sono pure relativamente poco rilevanti: i più importanti sono il Belait, che attraversa la zona petrolifera e sfocia presso la città di Kuala Belait e il Tembrong che si getta nella parte sud-occidentale della baia di Brunei a sud della capitale.
Il clima è di tipo equatoriale caldo-umido con notevole escursione termica tra giorno e notte. Le regioni più interne risentono dell'ambiente continentale e degli alti rilievi, mentre le coste sono più esposte all'azione moderatrice dell'ambiente marino. La pioggia raggiunge in genere i 2500 mm di media annua con precipitazioni a volte violente e concentrate in breve tempo, che provocano rovinose alluvioni.

## Flora e fauna
Lungo la costa si distende una zona pianeggiante paludosa ricca di mangrovie, alle spalle della quale è la zona coltivata; il Paese è però per la maggior parte coperto da foreste equatoriali che si collegano con quelle vastissime che ammantano tutta Borneo.
Anche per la fauna il Paese non si distacca dalle caratteristiche del vicino Sarawak e comprende le specie della foresta equatoriale. Numerosi i rettili che popolano le paludi costiere e gli insetti.